# Dudești
Dudeşti é uma comuna romena localizada no distrito de Brăila, na região de Muntênia. A comuna possui uma área de 101.00 km² e sua população era de 3869 habitantes segundo o censo de 2007.